# Makrout prestige
Makrout prestige (en arabe algérien: مقروط بريستيج او مقروط ملكي) ou Makrout royale est une pâtisserie algérienne et l'une des variations de Makrout el koucha et plus précisément celle de Maroudh twissate. Ce makrout, au coeur de fruits secs et cuit au four, peut prendre plusieurs forme selon le type de moule utilisé lors de la cuisson. Il est souvent servi lors des fêtes accompagné par le thé. 